# Artemisia jordanica
Artemisia jordanica là một loài thực vật có hoa trong họ Cúc. Loài này được Danin mô tả khoa học đầu tiên năm 1999.